# La Plus Belle pour aller danser
Pour l’article homonyme, voir La Plus Belle pour aller danser (film).
Singles de Sylvie Vartan
Si je chante
(1963) Sha la la
(1964)
Clip vidéo
[vidéo] « La plus belle pour aller danser (live officiel, 1965) », sur YouTube
La Plus Belle pour aller danser est une chanson interprétée par Sylvie Vartan du film Cherchez l'idole (1964),. Elle a été écrite par Charles Aznavour et composée par Georges Garvarentz,.

## Performance commerciale
La chanson s'est classée no 1 des ventes au Japon, mais également no 2 en France et en Espagne, no 3 en Wallonie et no 8 en Turquie.

## Liste des pistes
EP 7" / 45 tours RCA 86046 (mars 1964, France, Espagne, Portugal etc.)
A1. La Plus Belle pour aller danser (2:29)
A2. Un air de fête (2:13)
B1. Dum di la (1:54)
B2. Ne l'imite pas (2:48)
Single 7" / 45 tours RCA Victor 49.067 (1970, France)
1. La Plus Belle pour aller danser
2. Si je chante[8]

Single 7" / 45 tours Aidoru o Sagase / Koi no Shokku RCA Victor SS-1476 (1964, Japon)
A. Aidoru o Sagase (アイドルを探せ) (La Plus Belle pour aller danser) (2:28)
B. Koi no Shokku (恋のショック) (Si je chante)
Single 7" / 45 tours Aidoru o Sagase / Watashi o Aishite RCA SS-2018 (1972, Japon)
A. Aidoru o Sagase (アイドルを探せ) (La Plus Belle pour aller danser) (2:28)
B. Watashi o Aishite (私を愛して) (Car tu t'en vas)

## Classements
| Classement (1964)   | Meilleure position |
| ------------------- | ------------------ |
| Belgique (Wallonie) | 3                  |
| Espagne             | 2                  |
| France              | 2                  |
| Japon               | 1                  |
| Turquie             | 8                  |

## Reprises
La chanson a été reprise, entre autres, par Pompilia Stoian (Roumanie), Thanh Lan (chanteuse vietnamienne), Michèle Richard (Canada), Chris Garneau, et Sarah Dagenais-Hakim.